# Kristály Kriszta
Kristály Kriszta (Budapest, 1955. szeptember 22.) magyar énekesnő, előadóművész.

## Pályafutása
1980. március 8-án a Magyar Televízió Van egy fantasztikus ötlete? c. kabarésorozatának főcímdalát énekelte Postásy Júliával és az M7 együttessel.
Szólóénekesként 1980 decemberében, az Egymillió fontos hangjegy című műsorban mutatkozott be Komár László műsorának vendégeként a Mami, én valamit láttam című dallal.
1980-ban a Hungária együttes fedezte fel. Rock and rollt énekelt. 
1981-ben szerepelt a Kopaszkutya c. filmben.
Legnagyobb sikereit 1981-1982-ben érte el, de egy dallal visszatért a Budapest Rakenroll c. albumon 1985-ben. A legismertebb slágere a Cha-cha-cha című film betétdala, a Csak cha-cha-cha.

## Diszkográfia

### Lemezek, rádiófelvételek
| Év   | Dal                           | Szerzők                   | Info                         | kiadás                  |
| ---- | ----------------------------- | ------------------------- | ---------------------------- | ----------------------- |
| 1980 | Mami, én valamit láttam       | Novai Gábor–Fenyő Miklós  | rádiófelvétel                | Finálé? c. CD (2005)    |
| 1981 | Mit tehet egy lány            | Novai Gábor–Fenyő Miklós  | rádiófelvétel                | Finálé? c. CD (2005)    |
| 1981 | Bye-bye, férfi                | Novai Gábor–Fenyő Miklós  | Tánc- és popdalfesztivál     | SP (SPS 70494/B)        |
| 1982 | Csak cha-cha-cha              | Novai Gábor–Fenyő Miklós  | a Cha-cha-cha c. film zenéje | SP (SPS 70531/A1)       |
| 1982 | Hobbi Robi                    | Koncz Tibor–Bradányi Iván | rádiófelvétel                | kiadatlan               |
| 1985 | Nem vagyok oda a szerelmedért | Uri K.                    |                              | Budapesti Rakendroll LP |